# 小行星7295
小行星7295（7295 Brozovic）是一颗绕太阳运转的小行星，为主小行星带小行星。该小行星于1992年6月19日发现。

## 轨道参数
小行星7295的轨道半长轴为336 753 400km(2.2510254 UA)，离心率为0.159。